# Franz Arzt
Franz Arzt, avstrijski general, * 6. september 1852, † 10. november 1937.

## Življenjepis
Potem ko je bil leta 1904 upokojen, je bil 7. julija 1908 povišan v naslovnega generalmajorja.

## Pregled vojaške kariere
Napredovanja
- naslovni generalmajor: 7. julij 1908